# Myxidium melanocetum
Myxidium melanocetum is een microscopische parasiet uit de familie Myxidiidae. Myxidium melanocetum werd in 1966 beschreven door Noble. 